# Microdontomerus mysticus
Microdontomerus mysticus är en stekelart som beskrevs av Grissell 2005. Microdontomerus mysticus ingår i släktet Microdontomerus och familjen gallglanssteklar. Inga underarter finns listade i Catalogue of Life.